# Itschensteg

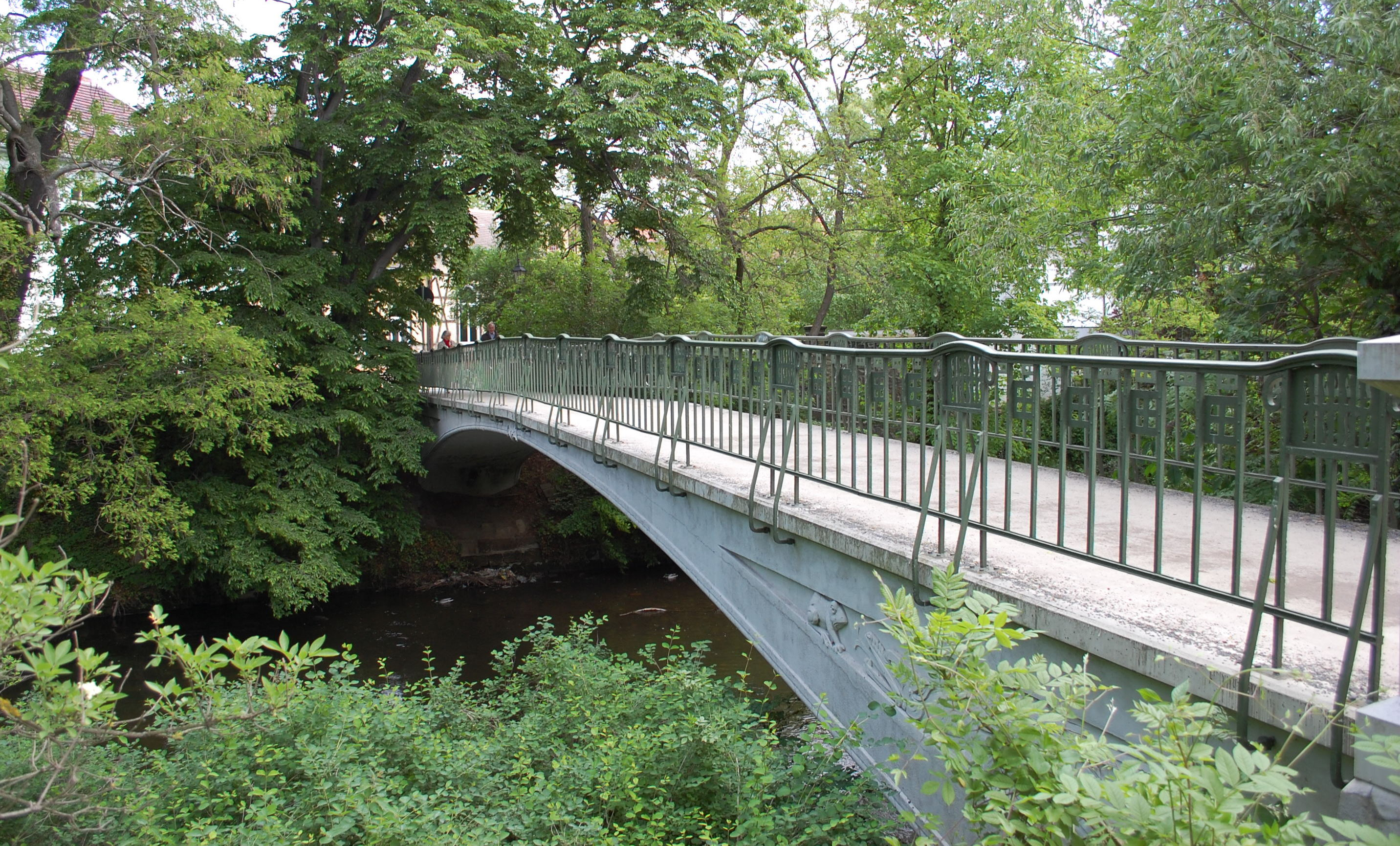
Itschensteg

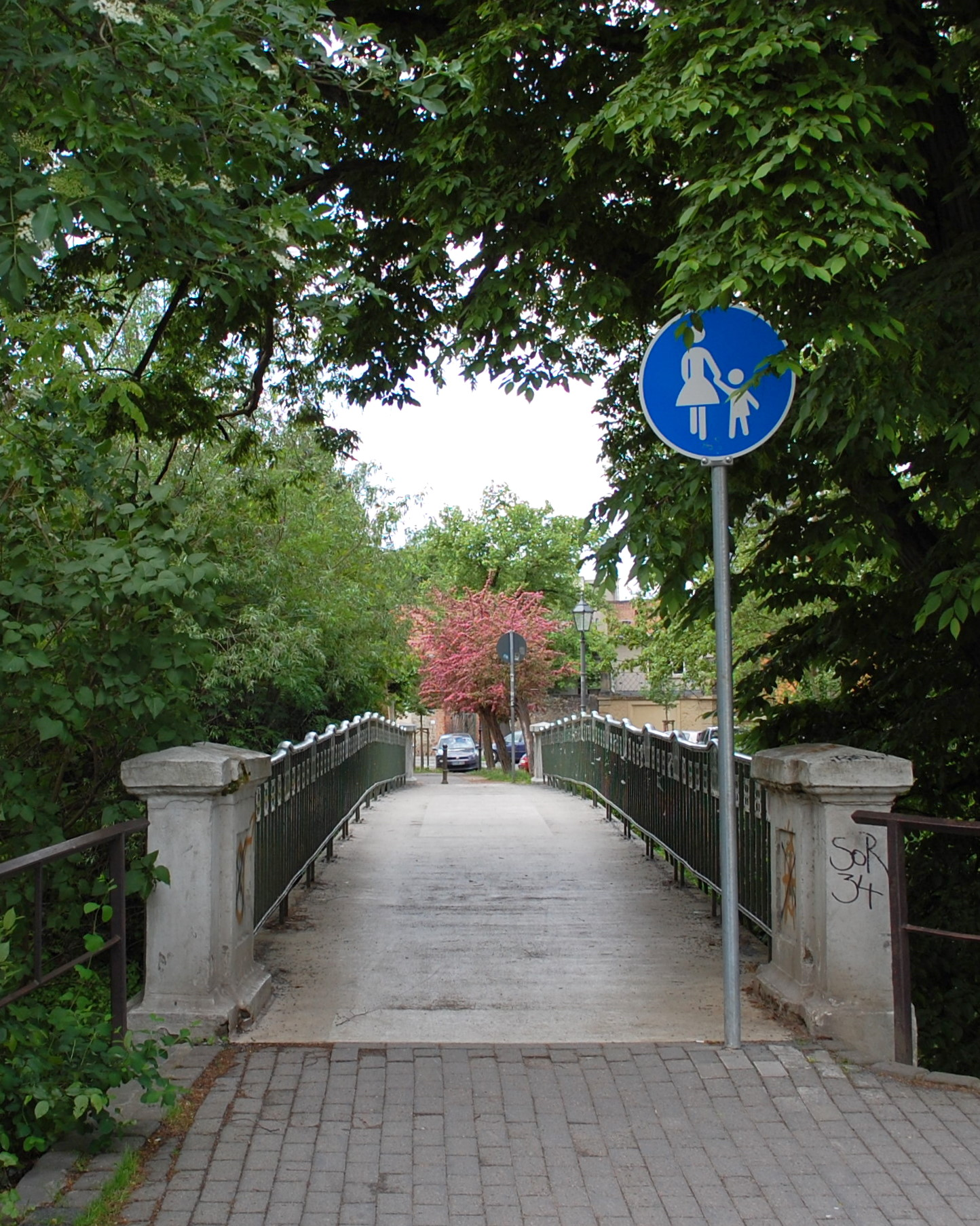
Blick über den Itschensteg

Der Itschensteg ist eine denkmalgeschützte Fußgängerbrücke über die Bode in Quedlinburg in Sachsen-Anhalt.
Sie verbindet die Adelheidstraße mit der südlich gelegenen Stresemannstraße. Gegenüber dem nördlichen Brückenende liegt das gleichfalls denkmalgeschützte Gebäude Adelheidstraße 1.

## Architektur
Die heutige Brücke entstand 1905 als Stahlbetonkonstruktion in Formen des Jugendstils. In den Zwickeln der Brückenbögen befinden sich Reliefs mit Darstellungen von Fröschen und Greifen. Ebenfalls aus der Zeit des Jugendstils stammen die schmiedeeisernen Brüstungen der Brücke.

## Geschichte
Bereits vor dem Bau der heutigen Brücke gab es in diesem Bereich Fußgängerbrücken. Sie führten von der Stadt zum Johannisstift. Für das Jahr 1605 ist urkundlich der Abriss einer Itschenstegbrücke erwähnt, 1628 wird eine Ütschengasse genannt. Die Gasse wurde 1878 in Turnstraße umbenannt, der Brückenname blieb jedoch unverändert. Die Bezeichnung Itsche bedeutet im lokalen Dialekt Frosch und verweist möglicherweise auf ein ursprünglich zahlreiches Vorkommen von Fröschen im Umfeld der Brücke.